# Ga Vĩnh Hảo
Ga Vĩnh Hảo là một nhà ga xe lửa tại xã Vĩnh Hảo, huyện Tuy Phong, tỉnh Bình Thuận. Nhà ga là một điểm trên tuyến đường sắt Bắc Nam, nằm giữa ga Vĩnh Tân và ga Sông Lòng Sông. Lý trình ga: Km 1454 + 690.

## Các tuyến
- Đường sắt Bắc Nam

| Ga trước Vĩnh Tân | Đường sắt Việt Nam Đường sắt Bắc Nam | Ga sau Sông Lòng Sông |